# نوسا تنگارای شرقی
سوندای شرقی (اندونزیایی: Nusa Tenggara Timur) یکی از استان‌های اندونزی است.

## جغرافیا
این استان در بخش شرقی جزایر سوندای کوچک واقع شده و تیمور غربی را نیز شامل می‌شود.
پایتخت سوندای شرقی، شهر کوپانگ است که در تیمور غربی قرار گرفته‌است.
بلندترین نقطهٔ تیمور، کوه موتیس در بخش جنوب مرکزی
این جزیره‌است که ۲۴۲۷ متر از سطح دریا ارتفاع دارد.

## تقسیمات
سوندای شرقی از حدود ۵۵۰ جزیره تشکیل یافته‌است؛ اما تنها بر ۳ جزیرهٔ اصلی به نام‌های فلورس، سومبا و تیمور غربی (نیمهٔ غربی جزیرهٔ تیمور) تسلط دارد.

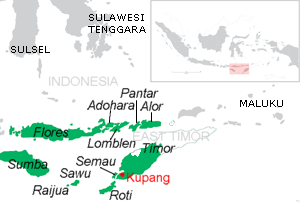
نقشهٔ سوندای شرقی.

بخش شرقی تیمور، به کشوری مستقل باعنوان تیمور شرقی تبدیل شده‌است.
سایر جزیره‌های سوندای شرقی عبارتند از:
آدونارا، آلور، کومودو، لمباتا، منیپو، رایجوآ، رینسا، روتی (جنوبی‌ترین جزیرهٔ اندونزی)، ساوو، سمائو و سولور.